# Rózsikámnak digitálisan
A Rózsikámnak digitálisan a Vad Fruttik első stúdióalbuma. 2006-ban jelent meg a Mama Records kiadásában. A lemez elkészítésében közreműködött Likó Marcell, Kerekes Gergely, Győrffy Gyula, Herter Tamás, Józsa Zoltán és Kaszás Gábor. Utóbbi három zenész az év során kivált a zenekarból.

## Számlista
| 1.                     | Sárga zsiguli                          | 3:56 |
| 2.                     | Forró Nyár                             | 4:22 |
| 3.                     | Szerelmes Dal                          | 3:37 |
| 4.                     | Rió                                    | 3:15 |
| 5.                     | Galaxis szépe                          | 4:40 |
| 6.                     | Szól a szív                            | 4:03 |
| 7.                     | Nekem senkim sincsen                   | 4:05 |
| 8.                     | Üzenet                                 | 3:28 |
| 9.                     | Milyen szabad!                         | 3:32 |
| 10.                    | Nekem senkim sincsen (Speakeazy Remix) | 4:50 |
| Teljes játékidő: 39:48 |                                        |      |

## Külső hivatkozások
- Az album a Quart oldalán
- Likó Marcell a Vad Fruttikból: "Nem vagyunk mi kőkorszaki szakik..." – 2008. szeptember 2., Origo